# Setodes chipolanus
Setodes chipolanus là một loài Trichoptera trong họ Leptoceridae. Chúng phân bố ở miền Tân bắc.